# Linum (Fehrbellin)
Linum ist ein Ortsteil der Gemeinde Fehrbellin im Landkreis Ostprignitz-Ruppin in Brandenburg (Deutschland), auch bekannt als Storchendorf Linum.

## Geografie

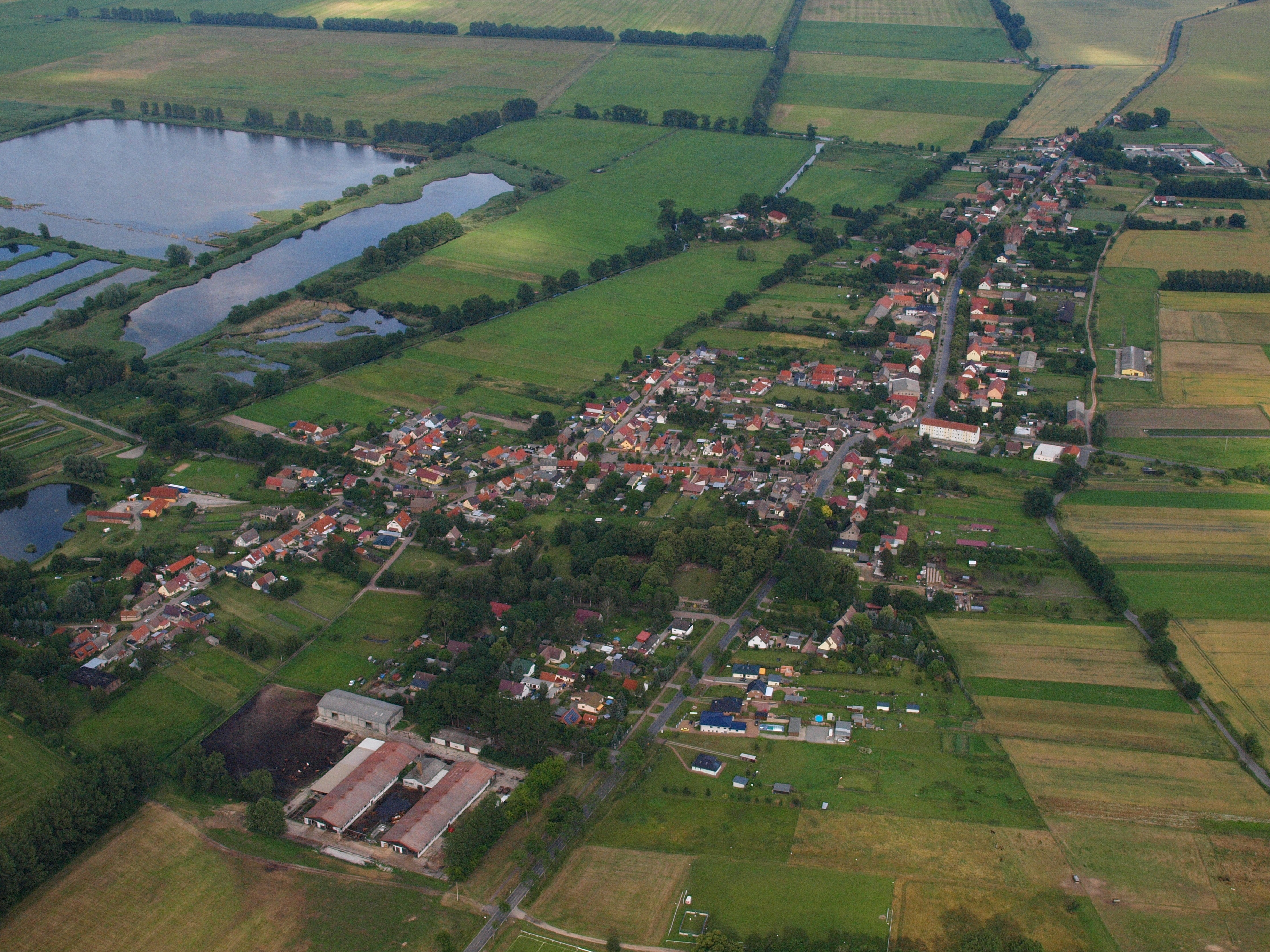
Linum aus westlicher Richtung

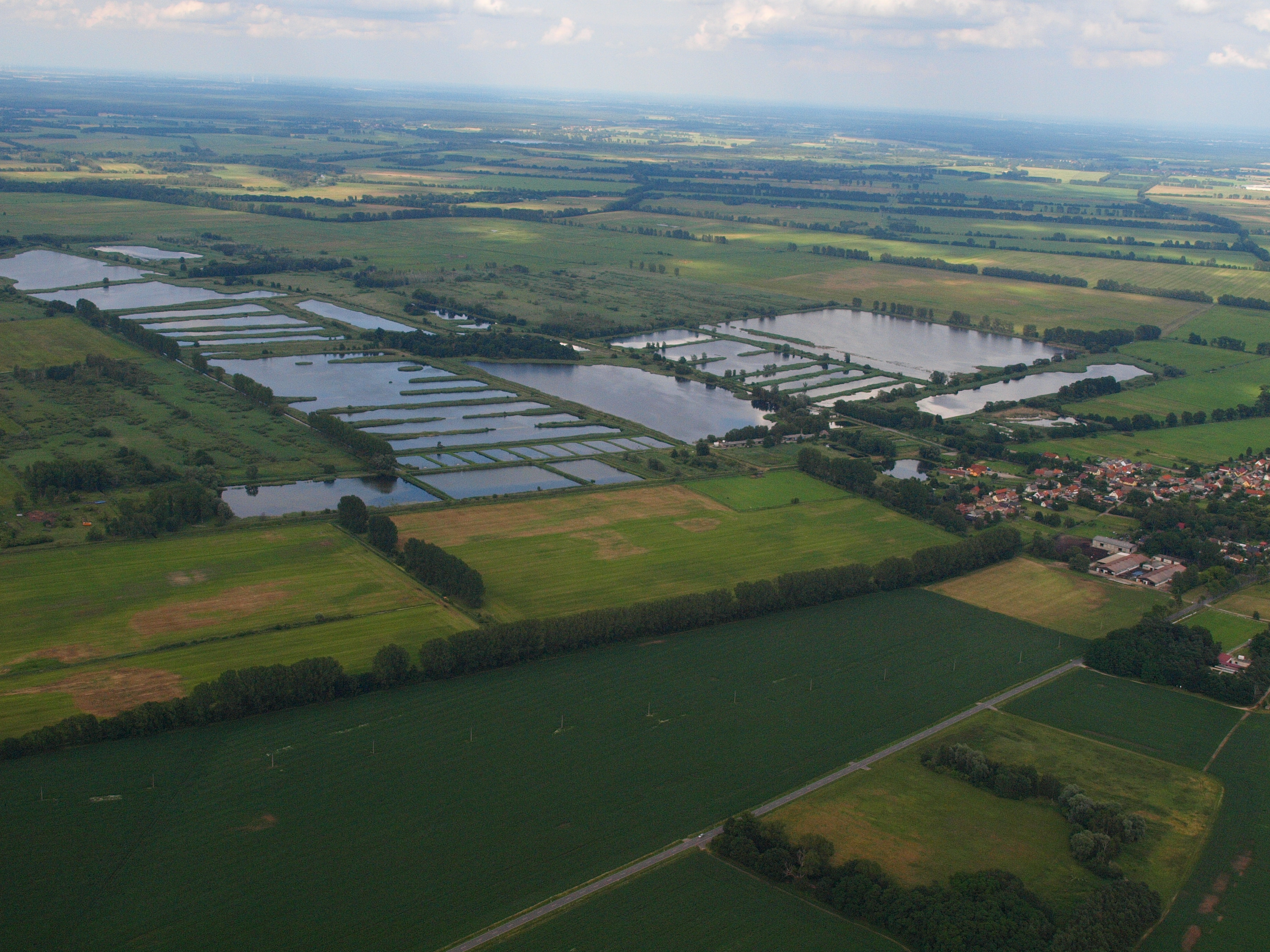
Teichland Linum

Linum ist ein Straßendorf, das sich heute an der Nauener Straße – der alten Berlin-Hamburger Poststraße – parallel zur A 24 entlangschlängelt. Es liegt zwischen Fehrbellin und Kremmen, ca. 45 km nordwestlich von Berlin und ungefähr 19 km südlich von Neuruppin im Rhinluch, einem Feuchtgebiet.

## Geschichte
Linum wurde erstmals 1294 urkundlich als Besitz des Bistums von Havelberg erwähnt. Es liegt am Pilgerweg Berlin–Wilsnack, der seit dem Ende des 14. Jahrhunderts begangen wurde.
Von 1571 bis 1872 gehörte es zum Amt Fehrbellin. Wahrzeichen des Dorfes ist die Dorfkirche Linum, eine neogotische Backsteinkirche (1867/68); dort ist auch eine Gedenktafel für die hier geborene Luise Hensel (1798–1876) angebracht, die vor allem durch das Nachtgebet „Müde bin ich, geh zur Ruh“ berühmt wurde. Die Vergangenheit des Ortes ist vor allem durch den Torfabbau geprägt. Zur Zeit des Torfstichs hatte Linum 2500 Einwohner. Es gab zwei Ziegeleien, zwei Windmühlen und mehrere Reedereien, die vom Linumer Hafen über den Amtmannskanal mit ihren Kähnen den Torf nach Berlin verschifften. Der Linumer Rasthof war Umspannstation der Postkutschenlinie Berlin–Hamburg mit 24-Stunden-Dienst. Der König hatte ein Jagdschloss in Linum und ging im Moor zur Jagd auf Großtrappen.
Im Ort Linum bei Fehrbellin liegen die Reste einer slawischen und später dann frühdeutschen Wallanlage. Sie befindet sich an der „Straße der Jugend“, nördlich der Dorfkirche. Angelegt wurde sie von slawischen Siedlern im 11. Jahrhundert an einem kleinen Fluss. An den anderen Seiten lagen sehr feuchte Wiesen und auch kleinere Teiche. Damit war die Burg sehr gut gegen überraschende Angriffe geschützt. Die Burg hatte einen annähernd runden Grundriss mit einem Durchmesser von ca. 130 m. Einen Wall gab es wahrscheinlich nur zur Landseite hin. An der Nordseite genügte wohl eine hölzerne Palisadenwand. Sicherlich saß in der Wehrburg ein lokaler Herrscher mit seinen Handwerkern und seinen Bediensteten. Weiterhin gab es in unmittelbarer Nähe auch eine slawische Siedlung, deren Bewohner sich in Notzeiten in die Burg flüchteten. Nach der Christianisierung wurde die Wallburg von den Deutschen übernommen und sicherlich ausgebaut. So bestand sie bis ins 14. Jahrhundert. Ungefähr 400 m südlich der A 24, südöstlich von Linum, befand sich ein weiterer slawischer Burgwall. Er liegt heute mitten auf dem Acker und wird landwirtschaftlich genutzt. Aus der Luft ist er sehr deutlich zu erkennen. Er hatte eine runde Hauptburg von ca. 135 m Durchmesser. Ob auch eine befestigte Vorburg zu der Anlage gehörte, ist nicht mehr erkennen. Damals lag die Burg in einer feuchten Niederung. Angelegt wurde sie im 9. Jahrhundert und bestand bis ins 10. Jahrhundert. Im Volksmund ist die Burgstelle als „Burgwall“ bekannt.

### Meteorit von Linum
Am 5. September 1854 ging in Linum ein Meteorit nieder. Dessen Hauptmasse wird im Berliner Museum für Naturkunde aufbewahrt.

### Eingemeindung
Linum wurde am 26. Oktober 2003 nach Fehrbellin eingemeindet.

## Sehenswürdigkeiten

### Die Dorfkirche Linum
- Die neugotische Kirche von 1867/68 enthält große Teile eines gotischen Vorgängerbaus aus Feldsteinen. Dieser reichte seit Mitte des 19. Jahrhunderts nicht mehr für die Durchführung von Gottesdiensten aus, da die Zahl der Bewohner durch den Abbau von Torf, der als Heizmaterial für die Berliner diente, stark gewachsen war. Dach und Giebel der Kirche dienen auch als Storchenquartier.

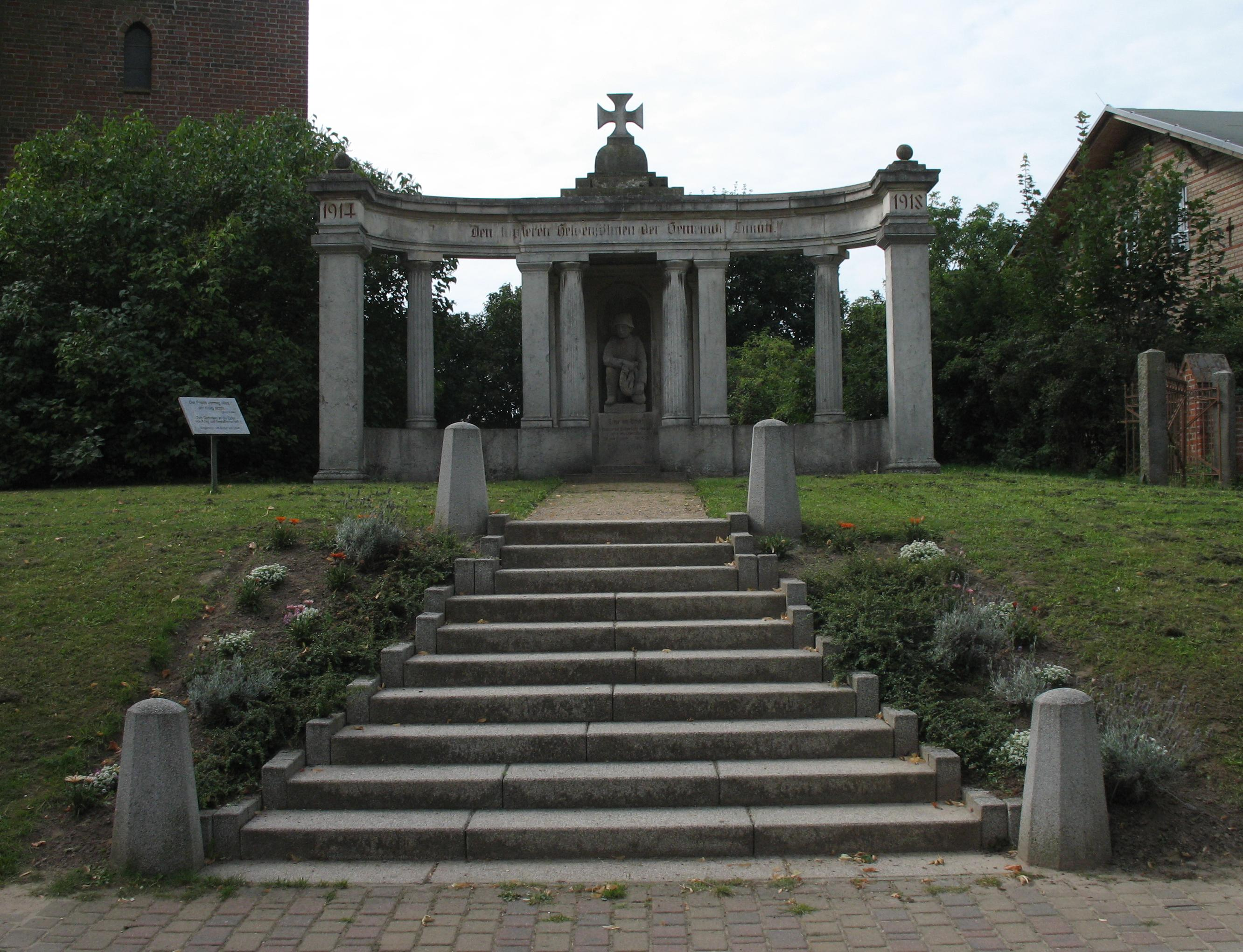
Kriegerdenkmal
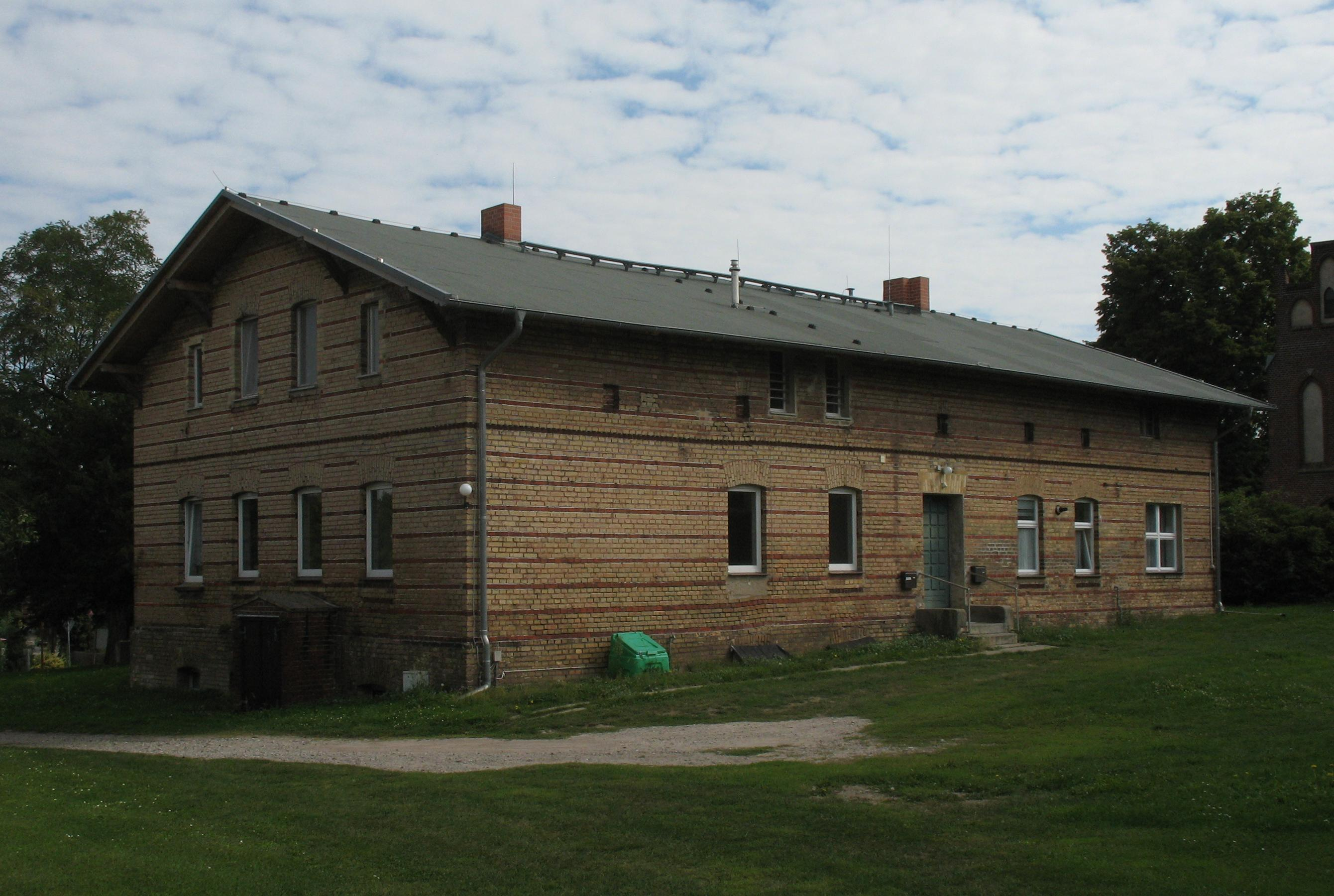
Pfarrhaus
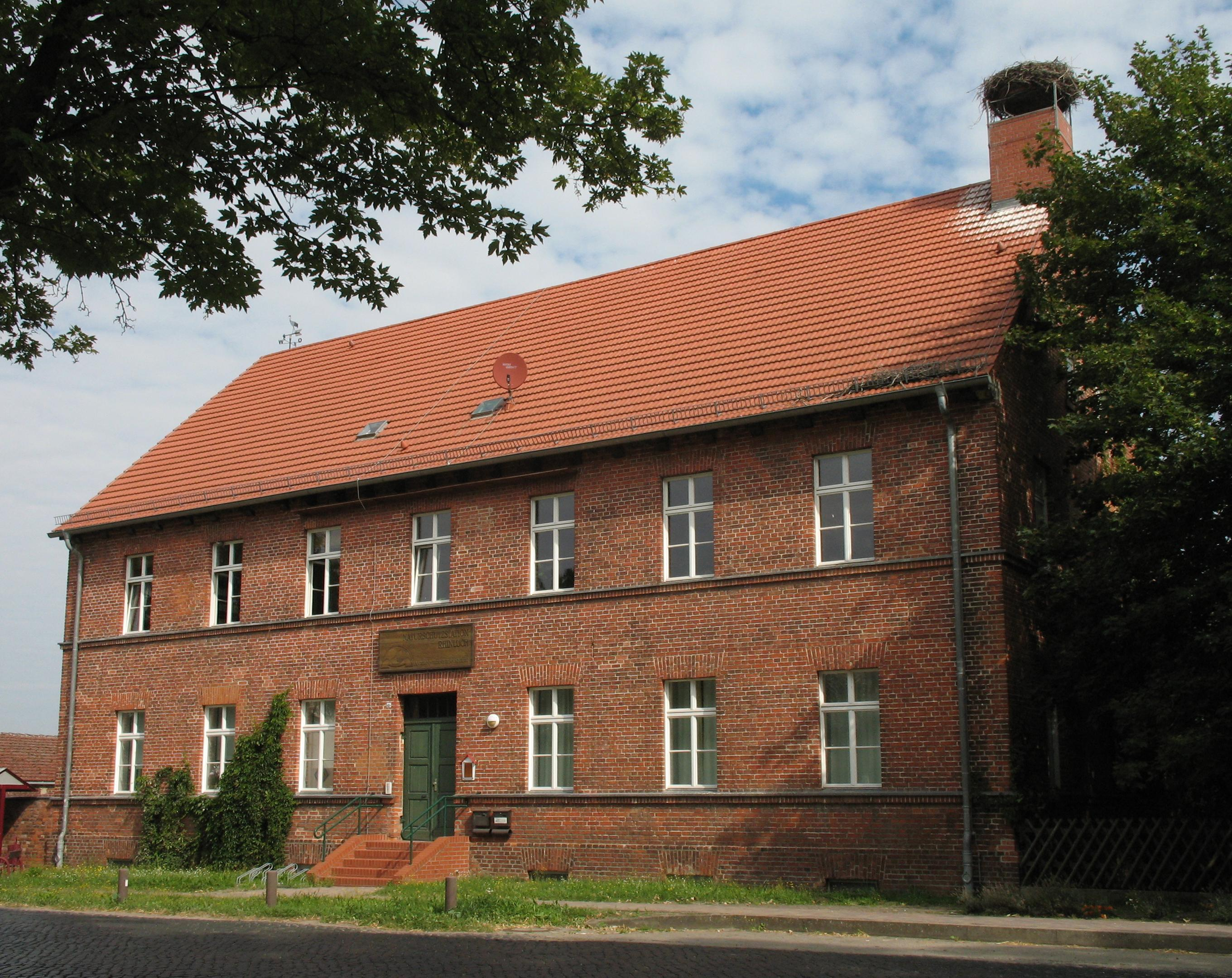
Ehemalige Schule
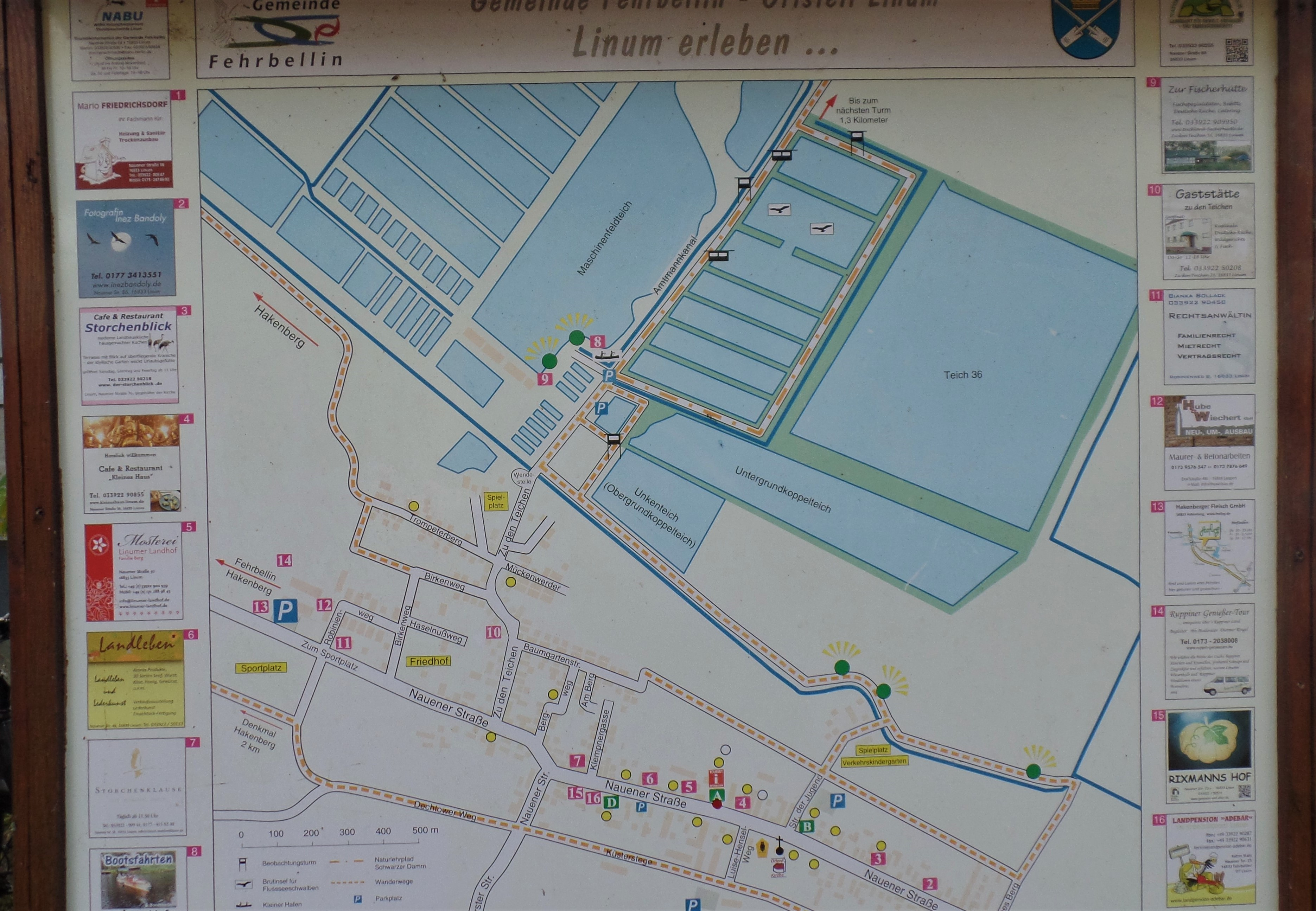
Öffentlicher Übersichtsplan

## Politik

### Wappen
Blasonierung: „In Blau zwei schräggekreuzte silberne Torfspaten, oben bewinkelt von einer goldenen Königskrone.“
Das Wappen wurde vom Heraldiker Frank Diemar gestaltet.

### Flagge
Die Flagge ist blau-weiß-blau im Verhältnis 1:8:1 gestreift mit dem Ortswappen in der Mitte.

## Tourismus

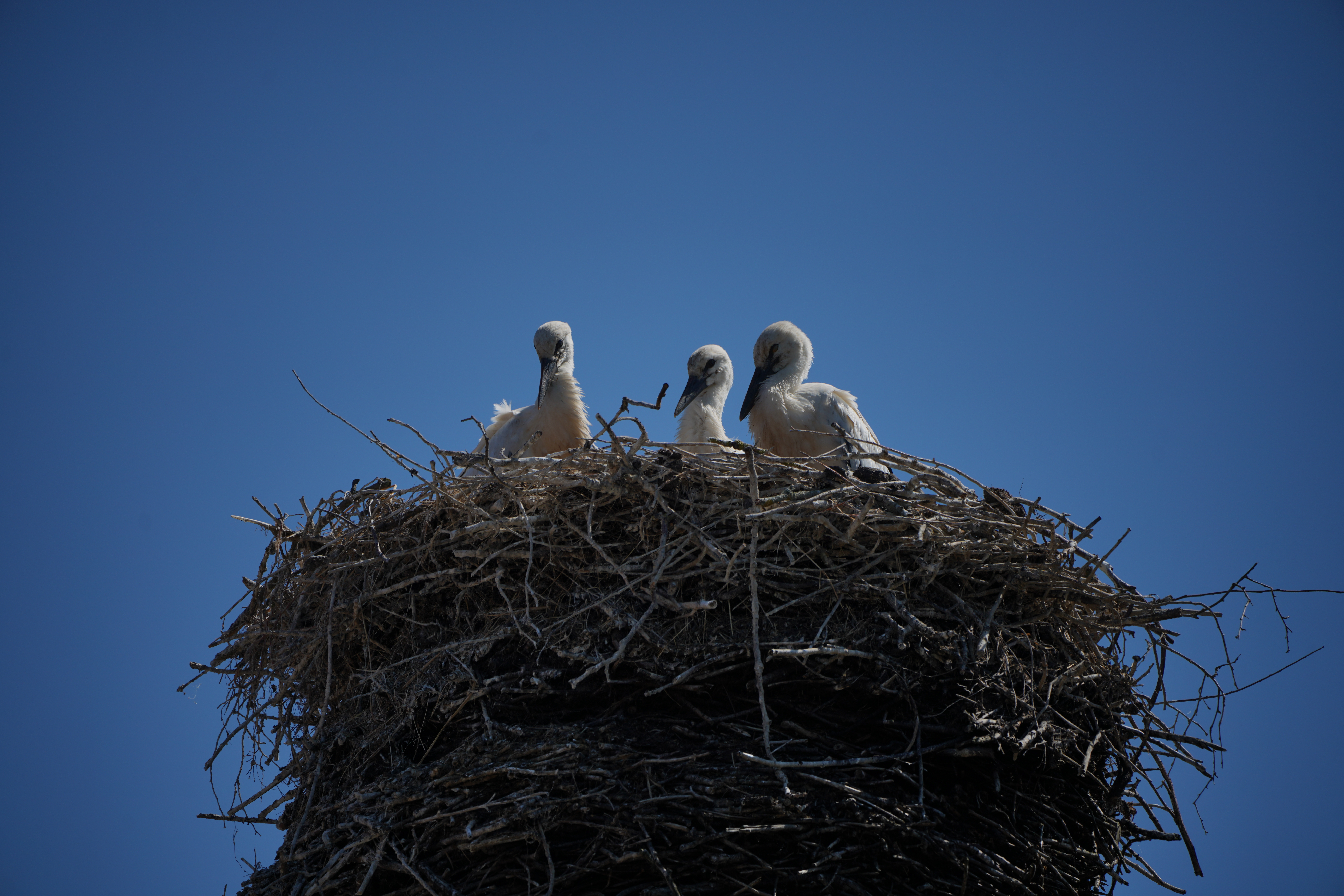
Storchennest in Linum

Ein Erlebnis ist das Teichland Linum mit 240 Hektar Wasserflächen. Die Teiche entstanden aus abgetorften Flächen. Bekannt ist vor allem die große Zahl jährlich hier brütender Storchenpaare, die dem Ort den Beinamen „Storchendorf“ einbrachten. Die Störche treffen von März bis Mai in Linum ein und ziehen in der zweiten Augusthälfte wieder in den Süden.
In den Herbstmonaten ist die Umgebung des kleinen Dorfes Gastgeber von hunderttausenden Kranichen und Gänsen, die sich hier ein Stelldichein geben, bevor sie ihren Weiterflug nach Süden antreten. Die Teiche bieten mit ihrem meist knietiefen Wasser sichere Schlafplätze, und die großen Felder des Rhinluchs sind ein gedeckter Tisch für die Vögel. Eine kleine Gruppe Kraniche ist ganzjährig hier. Von September bis November ziehen die großen Vögel nach Süden und machen für einige Zeit Rast. Bei den wöchentlichen Zählungen werden gleichzeitig an allen Rastplätzen die Tiere gezählt. Mit jährlichen Steigerungen der Zahlen ist Linum inzwischen der größte Binnenrastplatz in Europa. 2006 wurden Mitte Oktober 72.000 Kraniche und 60.000 Gänse an einem Tag gezählt.
Besucher des NABU-Naturschutzzentrums „Storchenschmiede“ können sich seit 1991 in einer kleinen Ausstellung über Natur und Naturschutz in der Region informieren und auf einem Naturerlebnispfad nahe der Linumer Teiche sowie bei Veranstaltungen die Natur erleben.

## Verkehrsanbindung
Linum ist über die Bundesautobahn 24 Berlin–Hamburg zu erreichen. Es liegt zwischen den Abfahrten Kremmen (von Süden) und Fehrbellin (von Norden).
Linum ist von Nauen und Fehrbellin mit der Buslinie 758 erreichbar.

## Persönlichkeiten

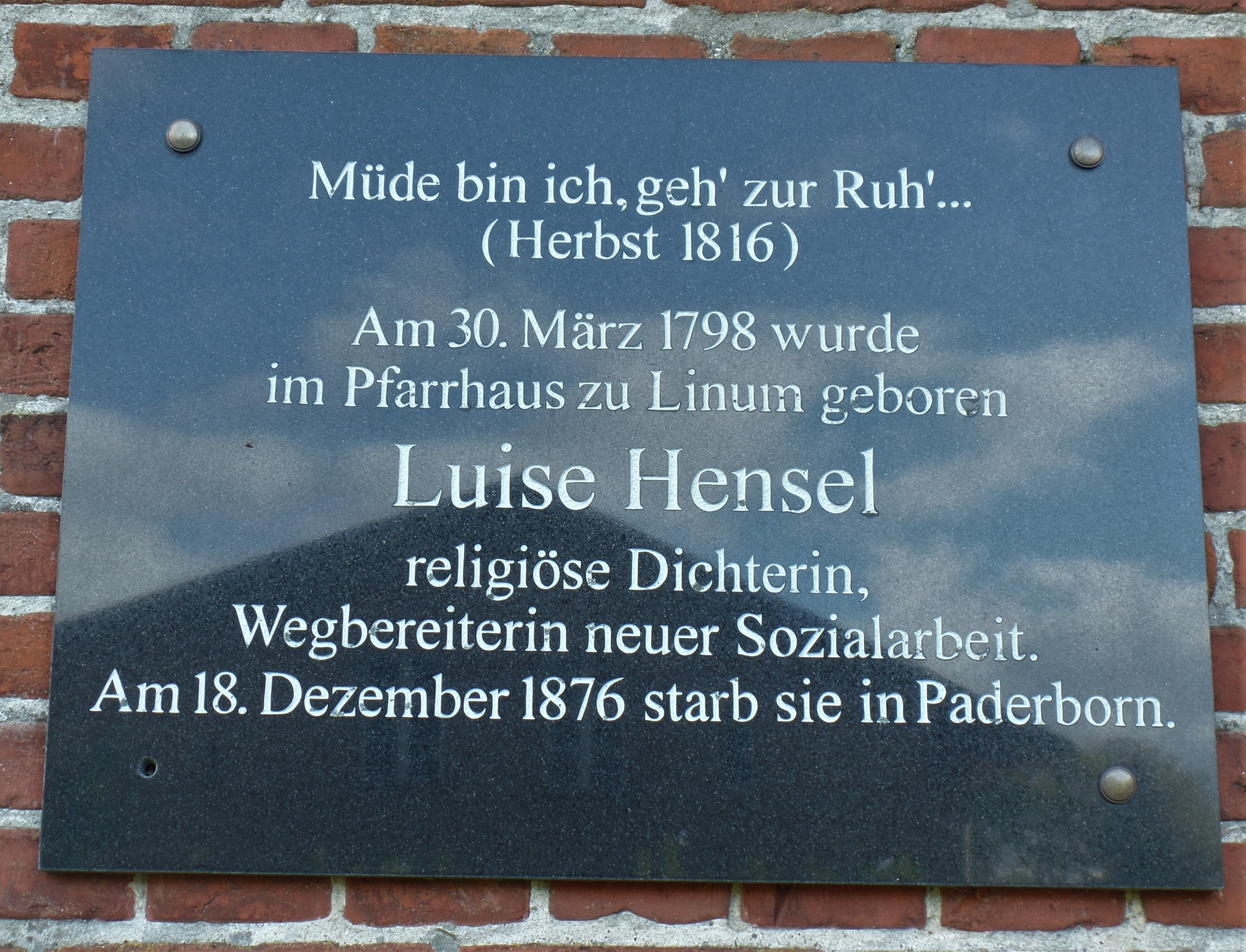
Gedenktafel Luise Hensel

- Joachim Betke (1601–1663), Theologe und Spiritualist, war seit 1628 Pastor in Linum
- Christian Hoburg (1607–1675), Theologe und Spiritualist, war 15 Jahre lang Pastor in Linum
- Luise Hensel (1798–1876), religiöse Dichterin